# Orden al Mérito Naval (Venezuela)
La Orden al Mérito Naval es una condecoración militar de Venezuela creada en 1948 bajo la Presidencia del teniente coronel Carlos Delgado Chalbaud, para rendir mérito a venezolanos y extranjeros por los servicios prestados a la Fuerza Armada Nacional Bolivariana (FANB). Su decreto de creación fue publicada en la Gaceta Oficial Número 22.664 del 12 de julio de 1948.
El presidente es el Jefe de la Orden y tiene exclusivamente la facultad de conferir la Condecoración, y le corresponde, por derecho, la Primera Clase de la Orden.  
Su otorgamiento está prescrito en el artículo 332 de la Ley Orgánica de la Fuerza Armada Nacional Bolivariana.
Se concede en tres clases: Primera Clase, Segunda Clase y Tercera Clase.